# 月曜スター劇場
『月曜スター劇場』（げつようスターげきじょう）は、日本テレビ系列にて、1971年7月19日から1985年3月25日まで、毎週月曜日21:00 - 21:54（JST。1972年9月までは21:56まで、1975年9月までは21:55まで）に放送されていたテレビドラマの枠である。しかしどの作品タイトルにも「月曜スター劇場」の名称は付いていなかった（例外として『なぜか、ドラキュラ』だけは付いていた）。

## 概要
番組枠の名称通り、当時のスターたち（女性の方が多かった）が主演などを担当する作品が放送されていた。
特に、同枠で多くの作品に主演した池内淳子は、1974年から6年間、日本テレビとテレビドラマの出演に関する専属契約を結んでいた（この6年間は例外として、TBS『東芝日曜劇場』にも出演していた）。
1985年3月を最後に日曜21時にドラマ枠を移行する形で発展的解消。その後、ドラマ枠の路線から、ドキュメンタリー枠の路線に乗り換えられ、後続枠として『（NTTアワー） TIME21』→『（NEC）スーパーテレビ情報最前線』→『アンテナ22』と続いた。なおこの時間の日本テレビのセールス枠は、2004年4月、読売テレビのセールス枠と交換し、夜10時から10時54分の放送となった。
この時間帯はドラマ枠がなく、2023年現在は『しゃべくり007』がバラエティ番組枠に放送されている。

## 放映作品
| 作品名                       | 放送期間                       | 脚本                                | 主な出演 |
| ---------------------------- | ------------------------------ | ----------------------------------- | --- |
| つくし誰の子 （第1シリーズ） | 1971年7月19日 - 1972年1月24日  | 橋田壽賀子                          | 池内淳子、ハナ肇、園佳也子、近藤正臣、北村和夫、杉村春子、沢田雅美 |
| あの橋の畔で                 | 1972年1月31日 - 6月5日         | 津田幸夫 長谷川公之                 | 近藤正臣、大谷直子、御影京子、津川雅彦、新克利、穂積隆信 |
| つくし誰の子 （第2シリーズ） | 1972年6月12日 - 11月6日        | 橋田壽賀子                          | 池内淳子、近藤正臣、沢田雅美、長谷川諭、二谷英明、杉村春子 |
| 冬物語                       | 1972年11月13日 - 1973年4月16日 | 清水邦夫 林秀彦                     | 浅丘ルリ子、原田芳雄、渡辺篤史、原田大二郎、宝生あやこ、南美江、下元勉、津川雅彦、大原麗子、渥美マリ、マーサ三宅、荒谷公之、鳥居恵子、山本耕一、中江真司、弓恵子、潮万太郎、下川清子、上野山功一、陶隆、野々あさみ、小沢かおる、岡崎夏子、高橋弘信、堂下繁、高橋ひろ子、相沢治夫、柿沼真二、阿達美知子、伴藤武、金内喜久夫、山本浩司、松本洋子、遠藤暁子、記平佳枝、中村伸郎、扇千景、高松英郎 |
| つくし誰の子 （第3シリーズ） | 1973年4月23日 - 11月26日       | 橋田壽賀子                          | 池内淳子、木村功、村野武範、永井秀和、井川比佐志、杉村春子 |
| たんぽぽ （第1シリーズ）     | 1973年12月3日 - 1974年5月6日   | 橋田壽賀子                          | 宇津井健、あおい輝彦、音無美紀子、山川ゆたか、長谷川諭、松原智恵子、長山藍子、中原ひとみ、松山英太郎、三崎千恵子、佐藤英夫、伊藤圭亮、富永美沙子、ミヤコ蝶々、杉村春子 |
| おしろい花                   | 1974年5月13日 - 10月14日       | 小野田勇 稲葉明子                   | 森光子、芦田伸介、ハナ肇、沢村貞子、松原智恵子、夏純子、大滝秀治、南風洋子、左とん平、天地真理 |
| つくし誰の子 （第4シリーズ） | 1974年10月21日 - 1975年4月14日 | 橋田壽賀子                          | 池内淳子、杉村春子、中村雅俊、音無美紀子、長谷川諭、園佳也子、沢田雅美、北村和夫 |
| たんぽぽ （第2シリーズ）     | 1975年4月21日 - 11月3日        | 橋田壽賀子                          | 宇津井健、中村雅俊、林隆三、音無美紀子、田中健、柴俊夫、坂上忍、斉藤こず恵、島村愛子、梅沢昌代、大森暁美、松原智恵子、長山藍子、太宰久雄、内田朝雄、宝生あやこ、三崎千恵子、佐藤英夫、下元勉、長門裕之、渡辺美佐子、杉村春子 |
| ひまわりの詩                 | 1975年11月10日 - 1976年5月3日  | 寺内小春 楠田芳子                   | 池内淳子、三浦友和、杉村春子、夏木陽介、白川由美 |
| たんぽぽ （第3シリーズ）     | 1976年5月10日 - 10月11日       | 橋田壽賀子                          | 宇津井健、林隆三、音無美紀子、桜木健一、小倉一郎、永野裕紀子、坂上忍、斉藤こず恵、松原智恵子、長山藍子、長谷川哲夫、金田龍之介、赤木春恵、杉村春子 |
| ひまわりの道                 | 1976年10月18日 - 1977年5月2日  | 楠田芳子                            | 池内淳子、三浦友和、根上淳、芦田伸介、市原悦子、杉村春子、岡田奈々 |
| たんぽぽ （第4シリーズ）     | 1977年5月9日 - 10月31日        | 橋田壽賀子                          | 宇津井健、杉村春子、音無美紀子、坂口良子、林隆三、浜木綿子、和泉雅子、坂上忍、二階堂千寿 |
| ひまわりの家                 | 1977年11月7日 - 1978年5月1日   | 高階秋成                            | 池内淳子、勝野洋、鈴鹿景子、杉村春子、井上純一、竜雷太、月丘夢路 |
| たんぽぽ （第5シリーズ）     | 1978年5月8日 - 10月30日        | 橋田壽賀子                          | 宇津井健、音無美紀子、小野寺昭、坂口良子、山田五十鈴、長山藍子、高津住男、杉村春子 |
| あすなろの詩                 | 1978年11月6日 - 1979年4月30日  | 楠田芳子                            | 池内淳子、三浦友和、夏目雅子、宮崎達也、山口紀子、香坂みゆき、長門裕之、菅原謙次、佐藤允、宇津宮雅代、中原早苗、草薙幸二郎、渡辺文雄、園佳也子、杉村春子 |
| かたぐるま                   | 1979年5月7日 - 10月29日        | ジェームス三木                      | 加山雄三、柴田恭兵、桜田淳子、音無美紀子、坂上忍、城山美佳子、丘みつ子、小倉一郎、前田吟、木ノ葉のこ、小鹿番、新橋耐子、平田守、宇乃壬麻、市川千恵子、野路きくみ、山岡久乃、佐野浅夫、赤木春恵、財津一郎、杉村春子 |
| おだいじに                   | 1979年11月5日 - 1980年5月5日   | 楠田芳子                            | 池内淳子、太川陽介、中条静夫、杉村春子、泉ピン子、出門英、由紀さおり、松田聖子 |
| かたぐるまII                 | 1980年5月12日 - 11月3日        | ジェームス三木                      | 加山雄三、音無美紀子、川崎麻世、坂上忍、伊藤咲子、泉ピン子、赤塚真人、誠直也、奥野匡、大鹿伸一、宇都宮英世、松村達雄、山岡久乃、杉村春子 |
| 竹とんぼ                     | 1980年11月10日 - 1981年5月4日  | 安倍徹郎 折戸伸弘 稲葉明子          | 宇津井健、井上純一、石野真子、藤谷美和子、野村義男、誠直也、佐藤英夫、杉村春子 |
| かくれんぼ                   | 1981年5月11日 - 11月2日        | 松原敏春                            | 森光子、中条静夫、太川陽介、香坂みゆき、吉田紀人、山口紀子、永井寛孝、鈴木正幸、小林まさひろ、笠井心、黒川明子、松田聖子、松山英太郎、水沢アキ、川辺久造、原康義、丘さとみ、佐藤英夫、泉ピン子、杉村春子 |
| かたぐるまIII                | 1981年11月9日 - 1982年5月31日  | ジェームス三木                      | 加山雄三、香山美子、杉村春子、山岡久乃、藤谷美和子、坂上忍、沢村貞子、松村達雄、寺田農、加賀まりこ |
| オレ達全員奈津子の子         | 1982年6月7日 - 11月8日         | 楠田芳子 秋田佐知子                 | 池内淳子、上條恒彦、紺野美沙子、池部良、比企理恵、赤木春恵、三ツ木清隆、杉村春子、岡田奈々、佐藤B作、柳葉敏郎、小山茉美 |
| 春よ来い                     | 1982年11月15日 - 1983年5月9日  | 松原敏春                            | 森光子、音無美紀子、中条静夫、沖田浩之、尾藤イサオ、片平なぎさ、太川陽介、石原真理子、泉ピン子、杉村春子 |
| 源さん                       | 1983年5月16日 - 9月26日        | 布勢博一 押川国秋 麻耶誠治 鹿水晶子 | 宇津井健、岸本加世子、長山藍子、林隆三、犬塚弘、蜷川有紀、佐藤英夫、太宰久雄、シブがき隊 |
| みんな大好き!                | 1983年10月10日 - 12月26日      | 那須真知子 塩田千種                 | 三浦友和、坂口良子、美保純、森下愛子、津川雅彦、三浦洋一、佐藤浩市、尾藤イサオ |
| パパになりたかった犬         | 1984年1月9日 - 3月26日         | 松木ひろし                          | 鶴見辰吾、武藤まみ子、マリアン、香坂みゆき、伊東四朗、大坂志郎、富士真奈美、野村昭子、沢田亜矢子 |
| 女ざかり                     | 1984年4月9日 - 7月30日         | 森瑤子                              | いしだあゆみ、音無美紀子、木内みどり、辺見マリ、田中美佐子、三上亜矢、野々村誠、塩屋智章、石田太郎、真理明美、円浄順子、小池雄介、浅沼晋平、豊泉京子、池田満寿夫、津川雅彦、サイトウヒロシ、兼古いづみ、六浦誠、広瀬珠実、水谷公穂、赤木葉子、五味正雄、長野晶子、菊地晃子、江口高信、ナカライプロ、加藤治子、近藤正臣                                                                         |
| 家族の晩餐                   | 1984年8月6日 - 9月24日         | 重森孝子                            | 倍賞美津子、山城新伍、大西結花、藤間紫、平田満、由紀さおり、加賀まりこ |
| なぜか、ドラキュラ           | 1984年10月8日 - 1985年1月7日   | 松木ひろし 布施博一                 | タモリ、坂口良子、田中健、原田芳雄、宍戸錠、富士真奈美、北林谷栄、船越英二、マリアン |
| 婦警候補生物語               | 1985年1月14日 - 3月25日        | 麻田かずえ 竹山洋                   | 伊藤麻衣子、国広富之、加納竜、佐々木すみ江、三波豊和、新井康弘、飯干恵子、財前直見、大川直子、麻生えりか、鈴木千秋、津田千桂子、佐々木雅子、結城美栄子、片桐夕子、市川好朗、坂田有規、小倉雄三、久保田千里、熊谷美喜、吉松恵理子、益守美丘穂、浦谷ひずる、清水真喜子、真木仁、車邦秀、太田淑子、田島令子、石立鉄男                                                                             |

## 放映ネット局
系列はネット終了時点のもの。
| 放送対象地域           | 放送局         | 系列                                         | 備考                                                                                    |
| ---------------------- | -------------- | -------------------------------------------- | --------------------------------------------------------------------------------------- |
| 関東広域圏             | 日本テレビ     | 日本テレビ系列                               | 制作局                                                                                  |
| 北海道                 | 札幌テレビ     | 日本テレビ系列                               |                                                                                         |
| 青森県                 | 青森放送       | 日本テレビ系列 テレビ朝日系列                | [ 4 ]                                                                                   |
| 岩手県                 | テレビ岩手     | 日本テレビ系列                               |                                                                                         |
| 宮城県                 | ミヤギテレビ   | 日本テレビ系列                               | 1975年9月まで遅れネット                                                                 |
| 秋田県                 | 秋田放送       | 日本テレビ系列                               |                                                                                         |
| 山形県                 | 山形放送       | 日本テレビ系列                               | 1981年3月まで                                                                           |
| 山形県                 | 山形テレビ     | フジテレビ系列                               | 1981年4月から なお、同局は1993年4月からテレビ朝日系列に移行した。                       |
| 福島県                 | 福島中央テレビ | 日本テレビ系列                               | 1971年10月の福島テレビとのネット交換から                                                |
| 山梨県                 | 山梨放送       | 日本テレビ系列                               |                                                                                         |
| 新潟県                 | 新潟総合テレビ | フジテレビ系列 日本テレビ系列 テレビ朝日系列 | 現：NST新潟総合テレビ 1981年3月まで、遅れネット                                         |
| 新潟県                 | テレビ新潟     | 日本テレビ系列                               | 1981年4月開局から                                                                       |
| 長野県                 | 長野放送       | フジテレビ系列                               | 1980年9月まで、遅れネット                                                               |
| 長野県                 | テレビ信州     | 日本テレビ系列 テレビ朝日系列                | 1980年10月開局から                                                                      |
| 富山県                 | 北日本放送     | 日本テレビ系列                               |                                                                                         |
| 石川県                 | 石川テレビ     | フジテレビ系列                               | 遅れネット                                                                              |
| 福井県                 | 福井放送       | 日本テレビ系列                               | 1983年4月から遅れネット、1984年3月打ち切り                                              |
| 静岡県                 | 静岡放送       | TBS系列                                      | 1978年6月まで、遅れネット                                                               |
| 静岡県                 | 静岡県民放送   | テレビ朝日系列 日本テレビ系列                | 現：静岡朝日テレビ 1978年7月開局から1979年6月まで、遅れネット                           |
| 静岡県                 | 静岡第一テレビ | 日本テレビ系列                               | 1979年7月開局から                                                                       |
| 中京広域圏             | 名古屋放送     | テレビ朝日系列 日本テレビ系列                | 1973年3月まで                                                                           |
| 中京広域圏             | 中京テレビ     | 日本テレビ系列                               | 1973年4月から、変則ネット解消に伴う移行                                                 |
| 近畿広域圏             | 読売テレビ     | 日本テレビ系列                               |                                                                                         |
| 鳥取県・島根県         | 日本海テレビ   | 日本テレビ系列                               |                                                                                         |
| 広島県                 | 広島テレビ     | 日本テレビ系列                               | 1975年9月までは遅れネット                                                               |
| 山口県                 | 山口放送       | 日本テレビ系列 テレビ朝日系列                | [ 4 ]                                                                                   |
| 徳島県                 | 四国放送       | 日本テレビ系列                               |                                                                                         |
| 香川県→ 香川県・岡山県 | 西日本放送     | 日本テレビ系列                               | 1983年3月までの放送エリアは香川県のみ 1983年4月から電波相互乗り入れに伴い岡山県でも放送 |
| 愛媛県                 | 南海放送       | 日本テレビ系列                               |                                                                                         |
| 高知県                 | 高知放送       | 日本テレビ系列                               |                                                                                         |
| 福岡県                 | 福岡放送       | 日本テレビ系列                               |                                                                                         |
| 長崎県                 | テレビ長崎     | フジテレビ系列 日本テレビ系列                | 遅れネット                                                                              |
| 熊本県                 | テレビ熊本     | フジテレビ系列 日本テレビ系列 テレビ朝日系列 | 1982年3月まで、遅れネット                                                               |
| 熊本県                 | 熊本県民テレビ | 日本テレビ系列                               | 1982年4月開局から                                                                       |
| 大分県                 | テレビ大分     | フジテレビ系列 日本テレビ系列 テレビ朝日系列 | 遅れネット                                                                              |
| 宮崎県                 | テレビ宮崎     | フジテレビ系列 日本テレビ系列 テレビ朝日系列 | 遅れネット                                                                              |
| 鹿児島県               | 南日本放送     | TBS系列                                      | 遅れネット                                                                              |
| 沖縄県                 | 琉球放送       | TBS系列                                      | 遅れネット                                                                              |